# Karin Huttary
Karin Huttary, född 23 maj 1977 i Innsbruck, Österrike, är en  österrikisk freestyleåkare och före detta svensk utförsåkerska. 2005 vann hon världsmästerskapen i skicross.

## Biografi
Huttarys mamma kommer från Sverige och Karin Huttary har dubbla medborgarskap. Mellan 1996 och 2001 var Huttary en del av det svenska utförsåkningslandslaget. Hennes största framgång i utförsåkning kom i junior-VM 1996 då hon kom på fjärde plats i slalom. I den europeiska utförsåkningscupen kom hon två gånger på topp 10, i världscupen lyckades hon aldrig komma topp 30.

## Idrottskarriär
2001 avslutade hon sin utförsåkningskarriär och började tävla för Österrike i skicross. Redan under sin första säsong, 2002, blev hon EM-vinnare. Under X Games i Aspen tog hon 2004 och 2006 guld, samt silver 2003 och 2005.
Säsongerna 2004/2005 och 2005/2006 kom Huttary tvåa i skicrossvärldscupen, samt tvåa i totalcupen under 2005/2006.
2010 tävlade Huttary för Österrike under de olympiska spelen och slutade på en fjärde plats.